# Peinture chrétienne de Dunhuang

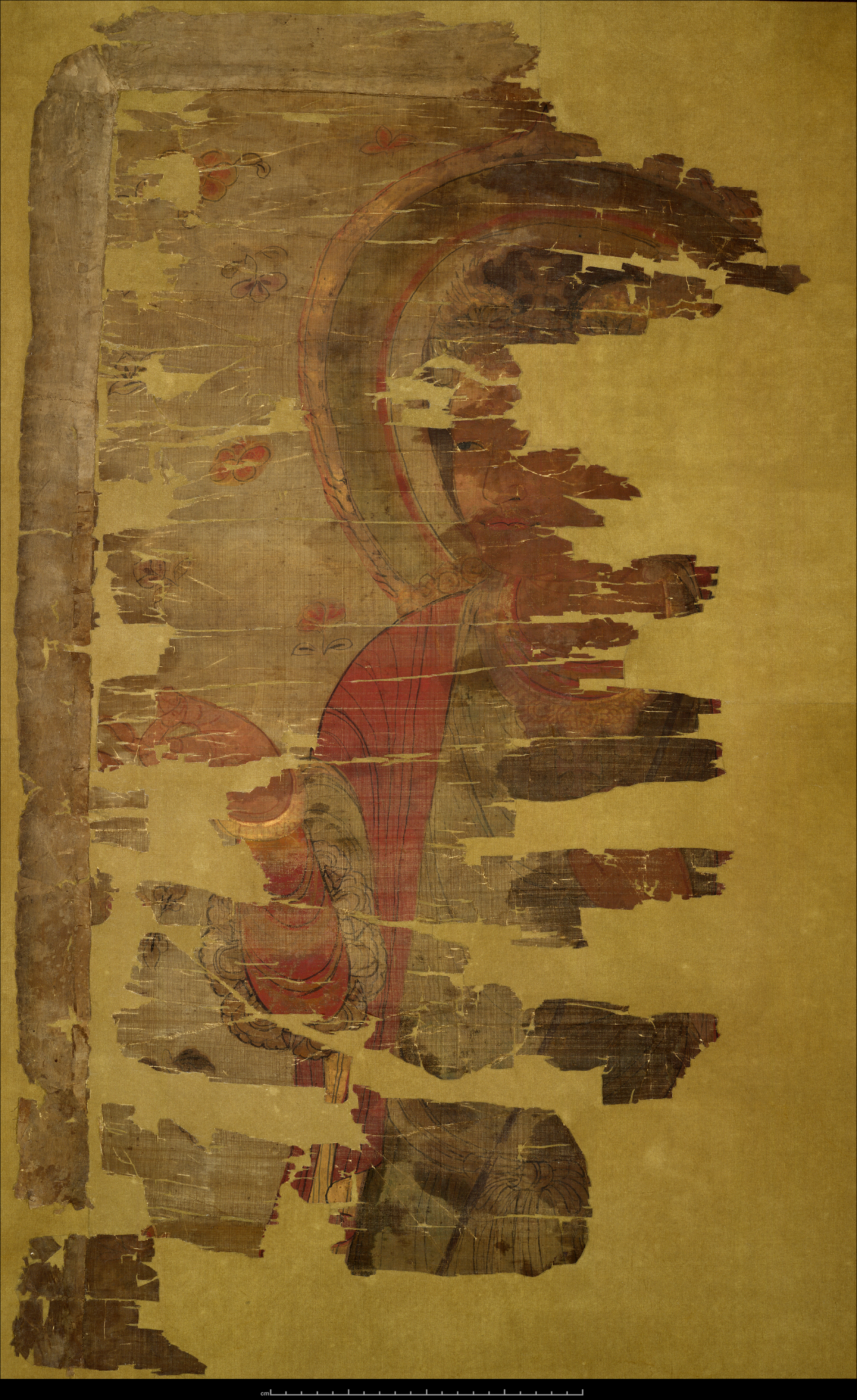
La peinture chrétienne de Dunhuang dans son état actuel

Cette peinture sur soie, fortement endommagée, datant de la fin du IXe siècle (sous la Dynastie Tang) et représentant un homme à la tête nimbée, avec une croix sur la tête et la poitrine, est interprété comme une figure chrétienne, associé à la première période d'existence de l'Église de l'Orient en Chine.

## Découverte
Cette peinture a été trouvée dans la grotte 17 de Mogao, la fameuse bibliothèque Dunhuang par Aurel Stein durant sa seconde expédition en Extrême Orient en 1906-1908, avant que Paul Pelliot ne vienne faire l'inventaire de cette « bibliothèque » (qui était plutôt un lieu d'entreposage de manuscrits, images et statuettes) redécouverte en 1900, cette grotte ayant été close aux environs de l'an 1000, les documents qui y étaient contenus sont datés de 635 aux environs de l'an 1000. Stein en fit don au British Museum en 1919, et en fit une description dans son "Rapport détaillé" qui s'avère utile actuellement étant donné l'état de dégradation de la peinture.

## Description
Il s'agit d'une peinture sur soie à l'encre de couleur, de 88 cm de haut sur 55 de large, représentant un homme presque en taille réelle, de trois quarts face, couronné d'une tiare, présentant sa main droite dans un geste commun aux images bouddhistes, et tenant un grand bâton dans sa main gauche.
La peinture était déjà fortement endommagée à l'époque où elle fut remise au British Museum.

## Interprétation
Alors que Stein, dans son rapport, identifie le personnage de la peinture comme un Bodhisattva, il note que la robe et le traitement du visage sont uniques sur certains points, bien que le style général soit « bouddhiste chinois »... Visage long et relativement mince, finement dessiné, avec un front haut, un œil droit, un nez légèrement aquilin et une bouche et un menton fermes et bien faits. De même, il note une Croix de Malte sur la tiare (tout en omettant celle qui se trouve sur le collier), ce qui est tout à fait unique.
Un artiste japonais, M. Furuyama, qui a vu la peinture après le retour de Stein en Angleterre en 1908 en a fait un croquis, en lui restituant les parties endommagées. Ce croquis a été publié par Saeki dans ses Nestorian Documents and Relics in China.
En 1925, Waley est le premier sinologue à poser la question d'une identité non bouddhiste pour le personnage représenté, en proposant expressément (mais sans certitude) d'y voir le Christ "bon berger", en se basant notamment sur la ressemblance frappante entre les croix représentées sur la peinture, et les croix nestoriennes chinoises connues. Cette interprétation, ou du moins l'idée d'une origine chrétienne – et partant, nestorienne – de cette image fut assez largement admise au regard des différents éléments en présence, et notamment qu'elle ait été retrouvée dans la grotte 17 où ont été trouvés plusieurs écrits chrétiens, ou que le texte de la Stèle de Xi'an mentionne le fait que le missionnaire Alopen est venu en Chine avec des Livres et des Images.
Après avoir étudié la peinture en détail (le nimbe, le bâton, le geste de la main droite, les croix, les vêtements) Tang conclut que, quoique sur la peinture on remarque des éléments bouddhistes caractéristiques – dus au fait que le portrait a été peint par une personne habituée à peindre des images bouddhistes à Dunhuang – on peut affirmer avec confiance que cette peinture sur soie représente une figure chrétienne - et non le Christ lui-même comme Waley l'a suggéré - utilisée comme image ou icône à des fins de vénération. Étant donné que la grotte 17 de Dunhuang a été scellée au XIe siècle et que la peinture a été réalisée après le IXe siècle, la seule forme de christianisme en Chine à cette époque était le christianisme de Syrie orientale. Par conséquent, le portrait de la peinture sur soie était très probablement l'image d'un saint ou d'un ecclésiastique de niveau épiscopal ou supérieur, de l'Église syrienne orientale également connue sous le nom d'Église de l'Orient.

## Détails de la peinture
Cliquer sur les images pour agrandir.

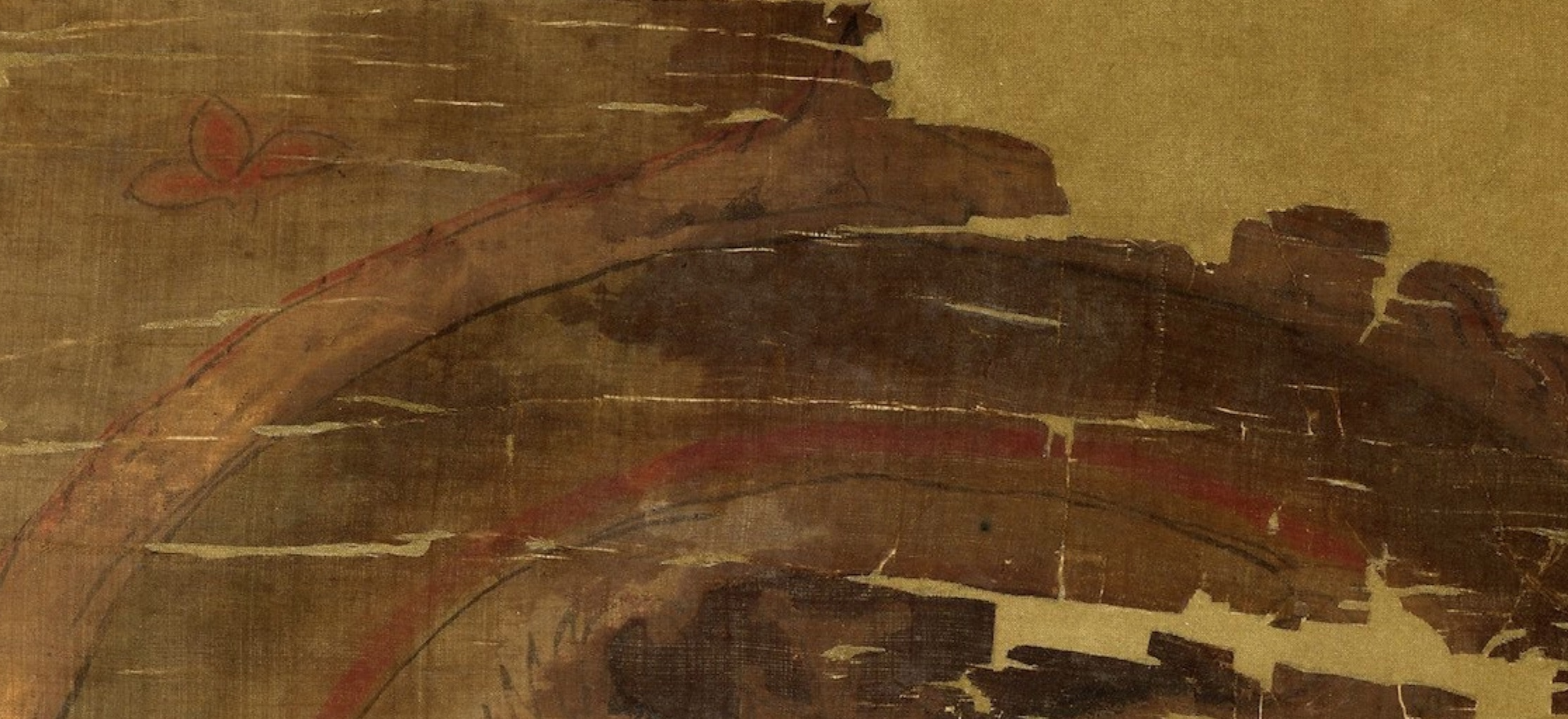
Le sommet du nimbe, la forme triangulaire est associée au feu, comme une flamme qui culmine au sommet.
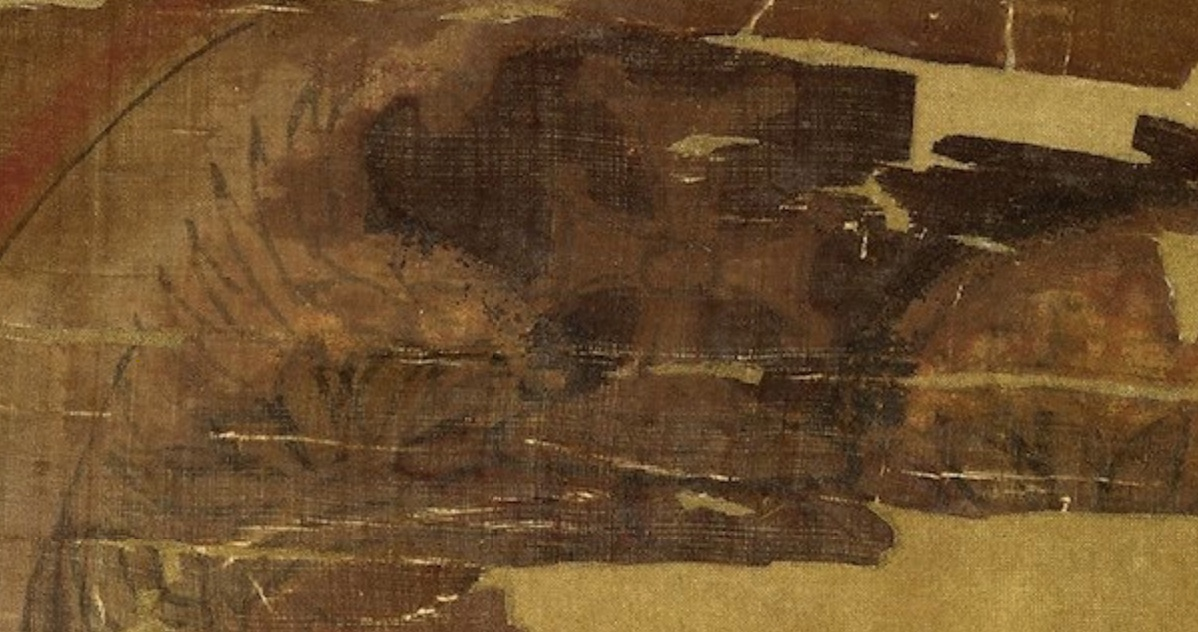
La coiffe ailée ou à plumes ornée de la croix sur la fleur de lotus.
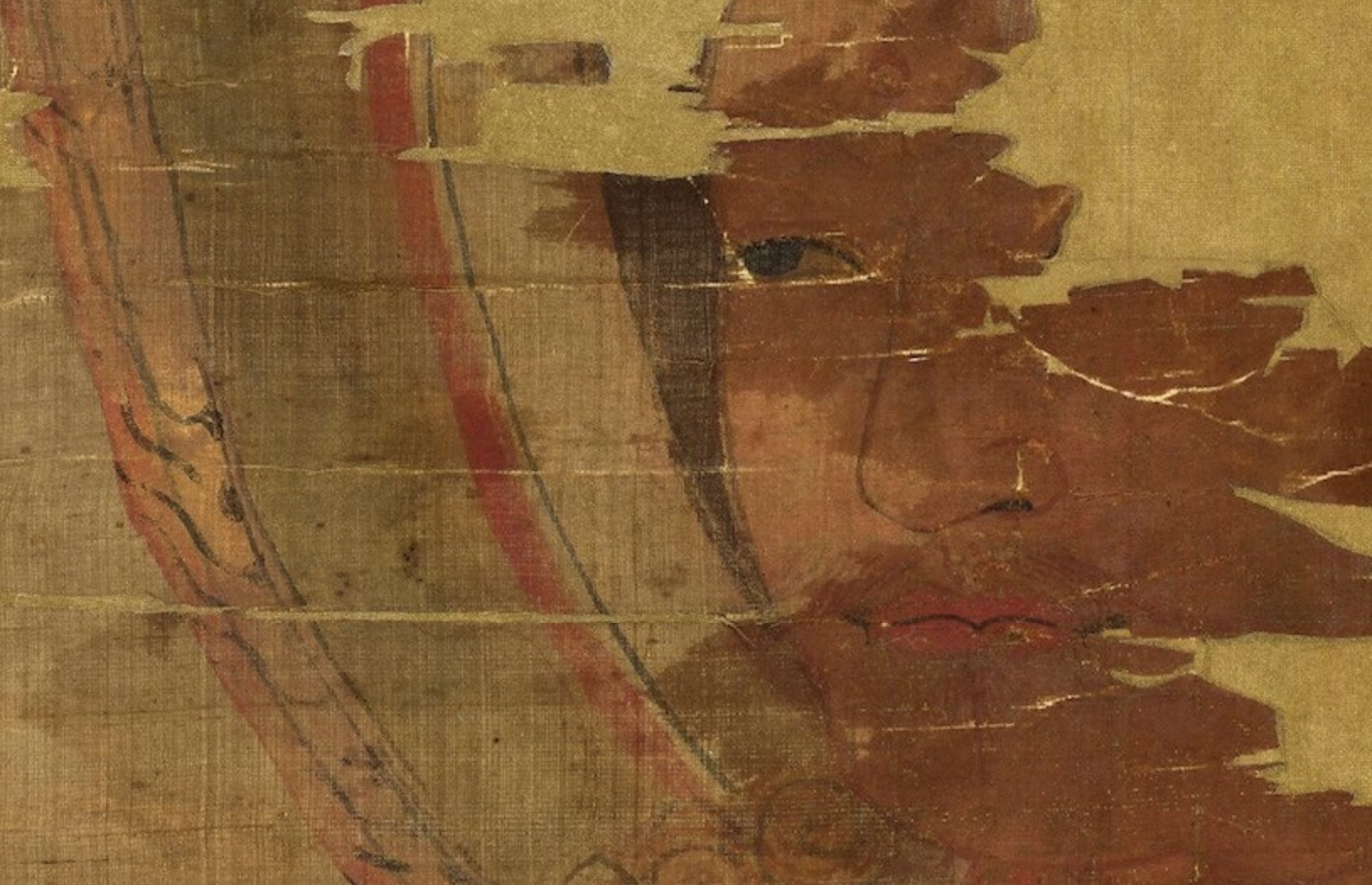
Le visage avec une moustache rousse et une barbe vaporeuse.
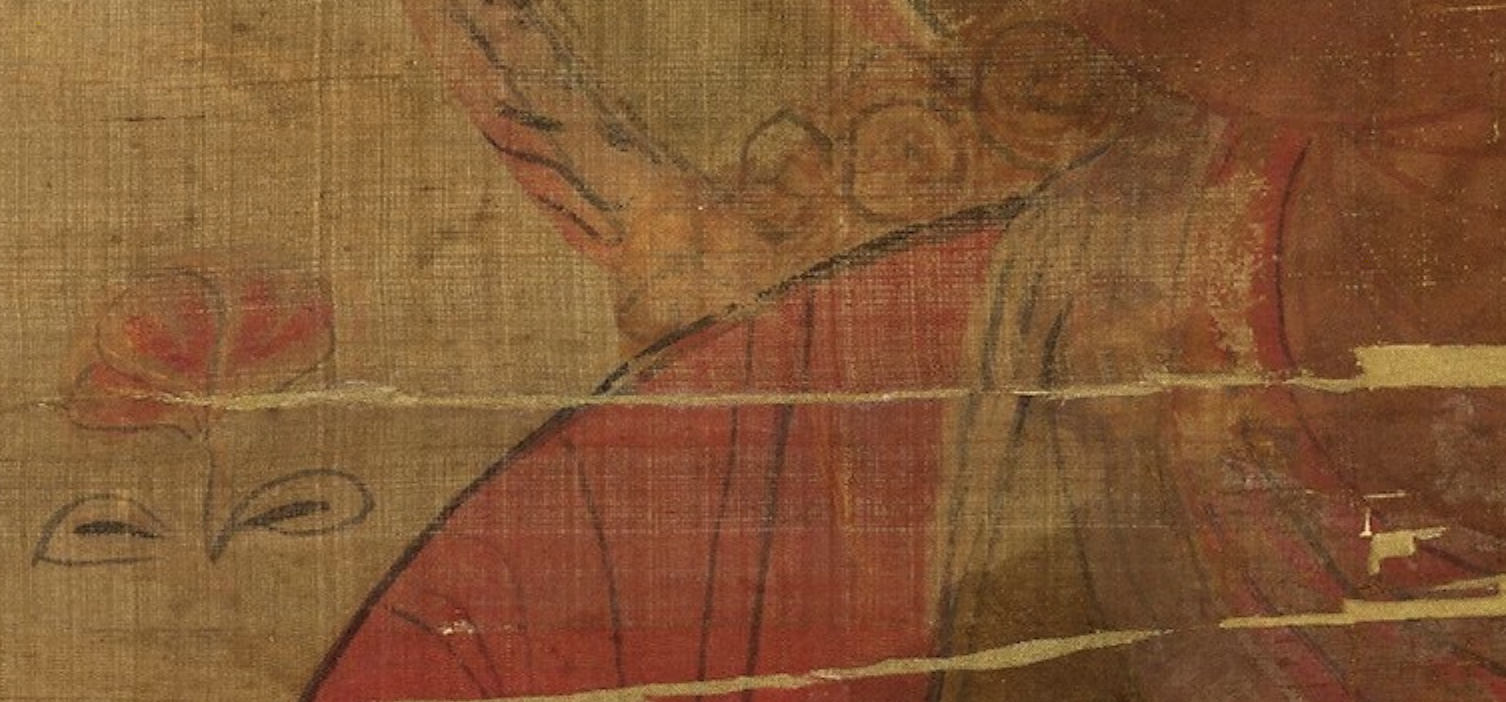
Les boucles aux épaules.
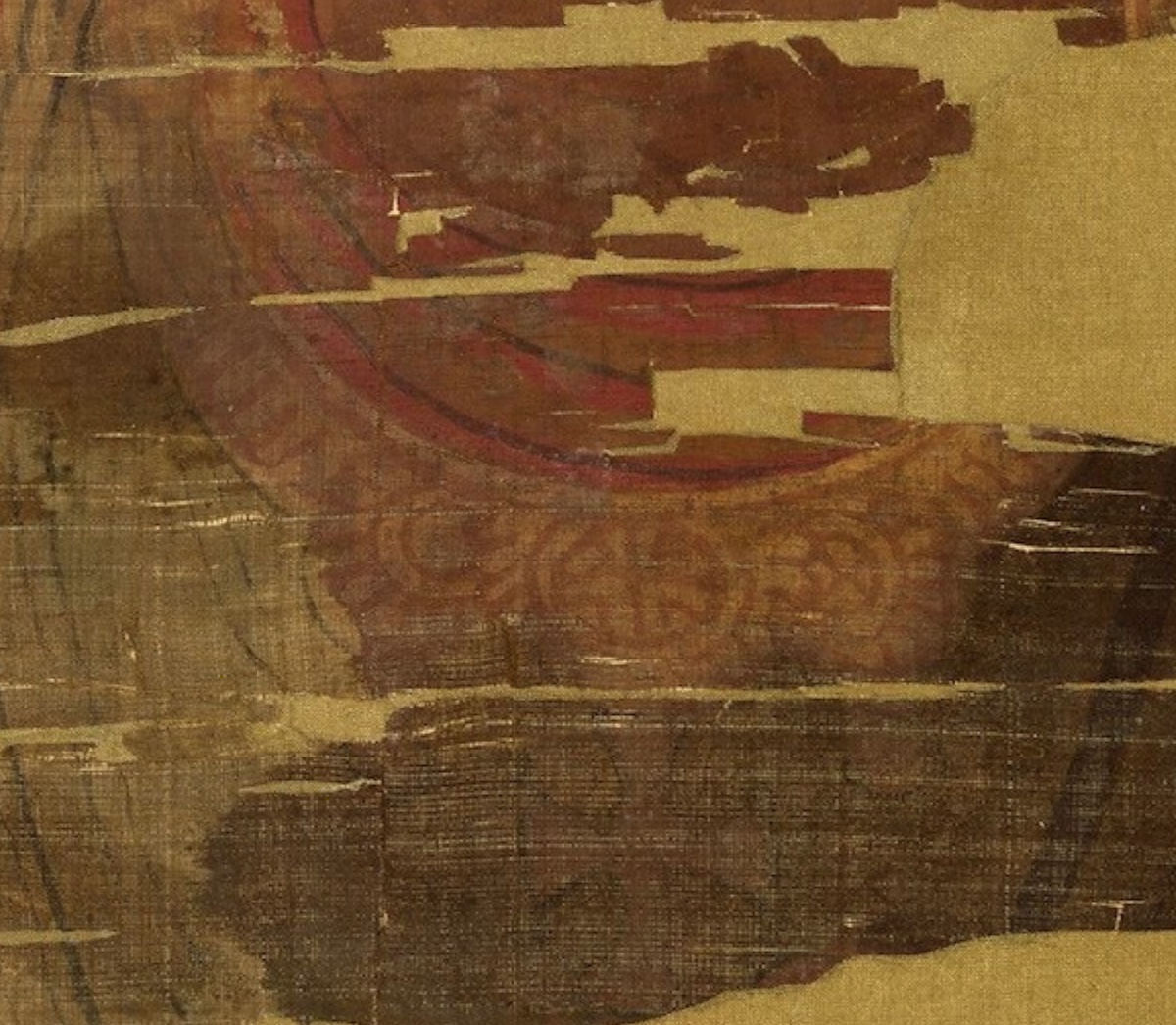
La croix pectorale.
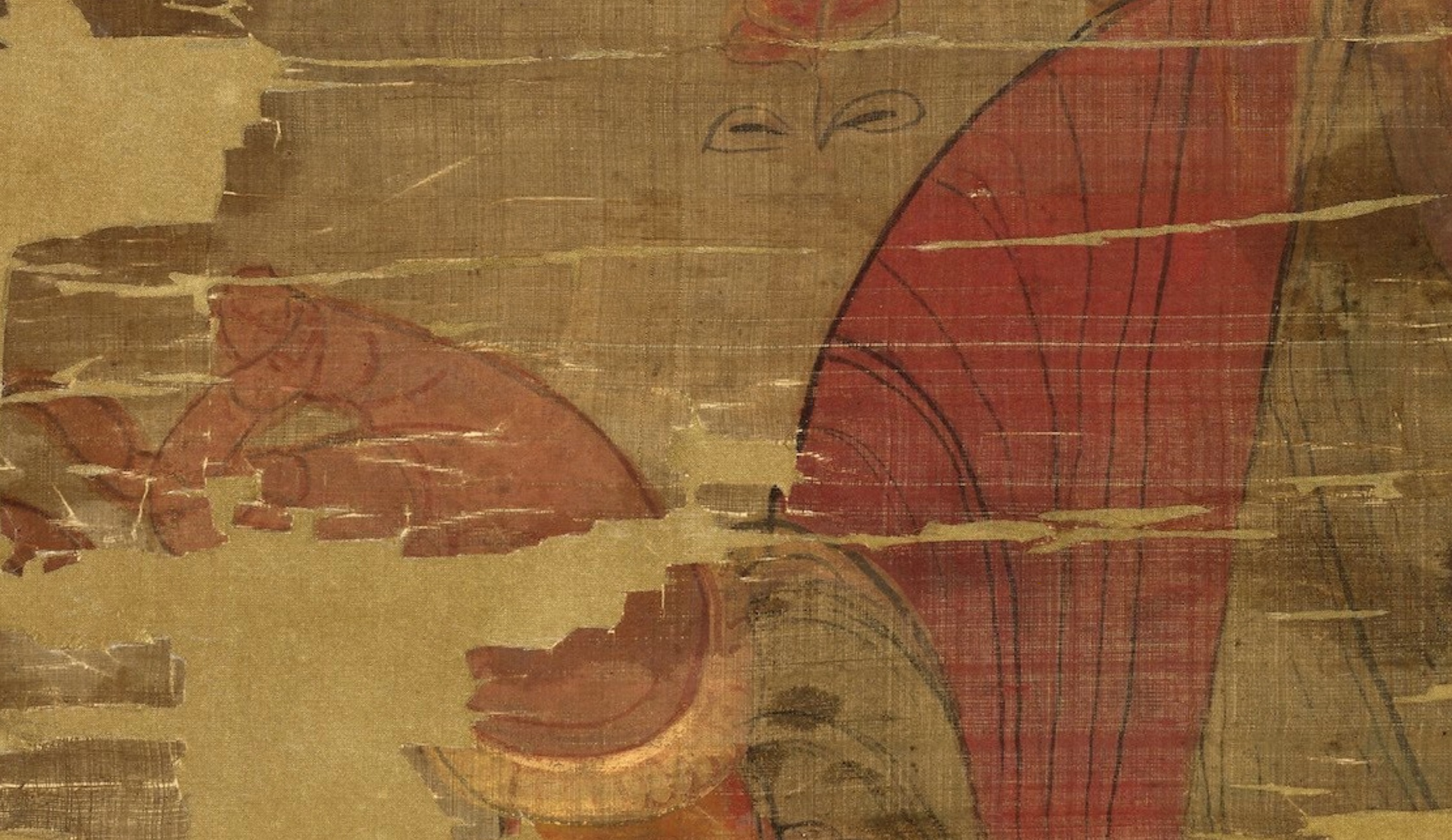
La position de la main droite
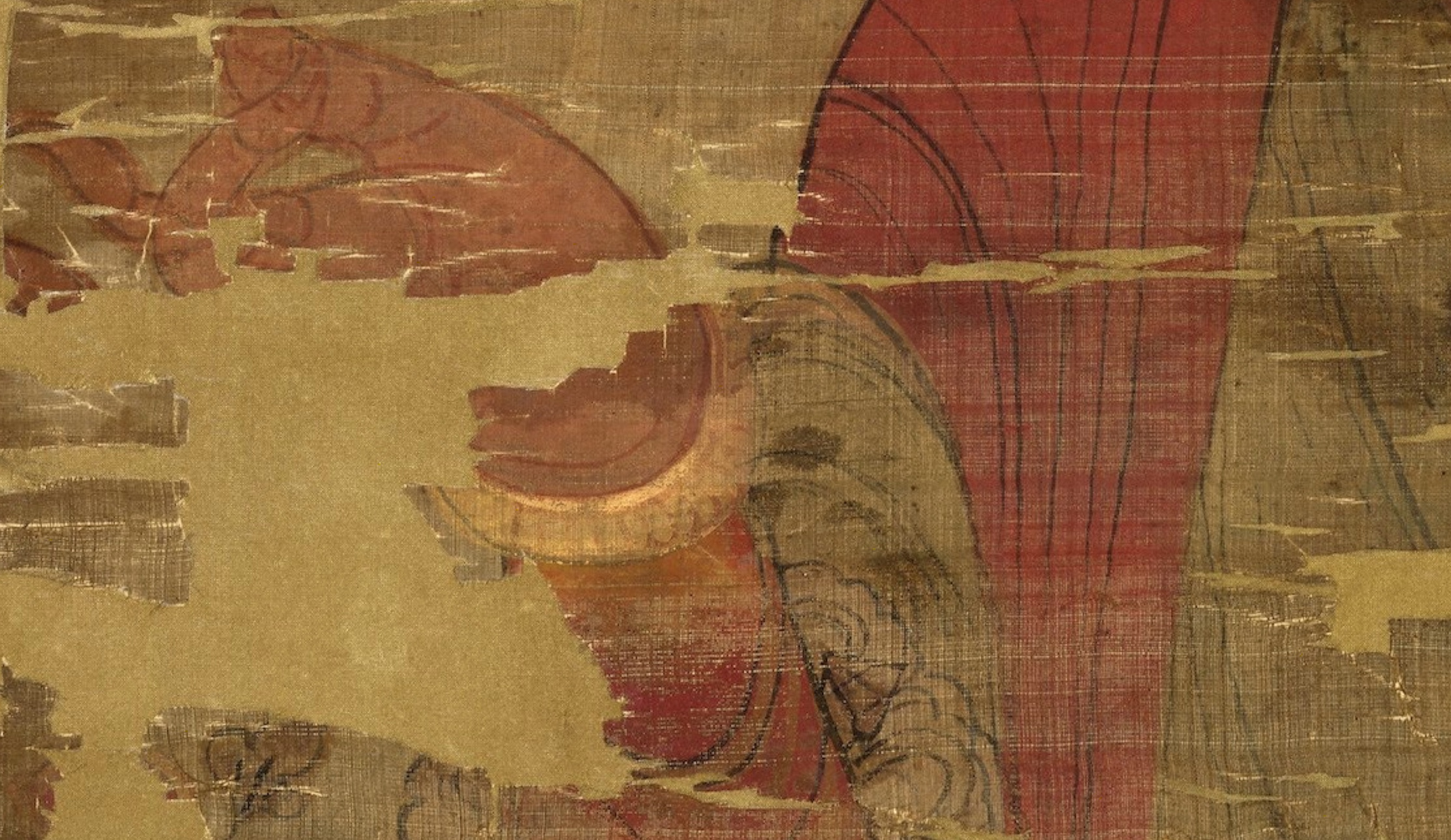
Le bracelet d'or.
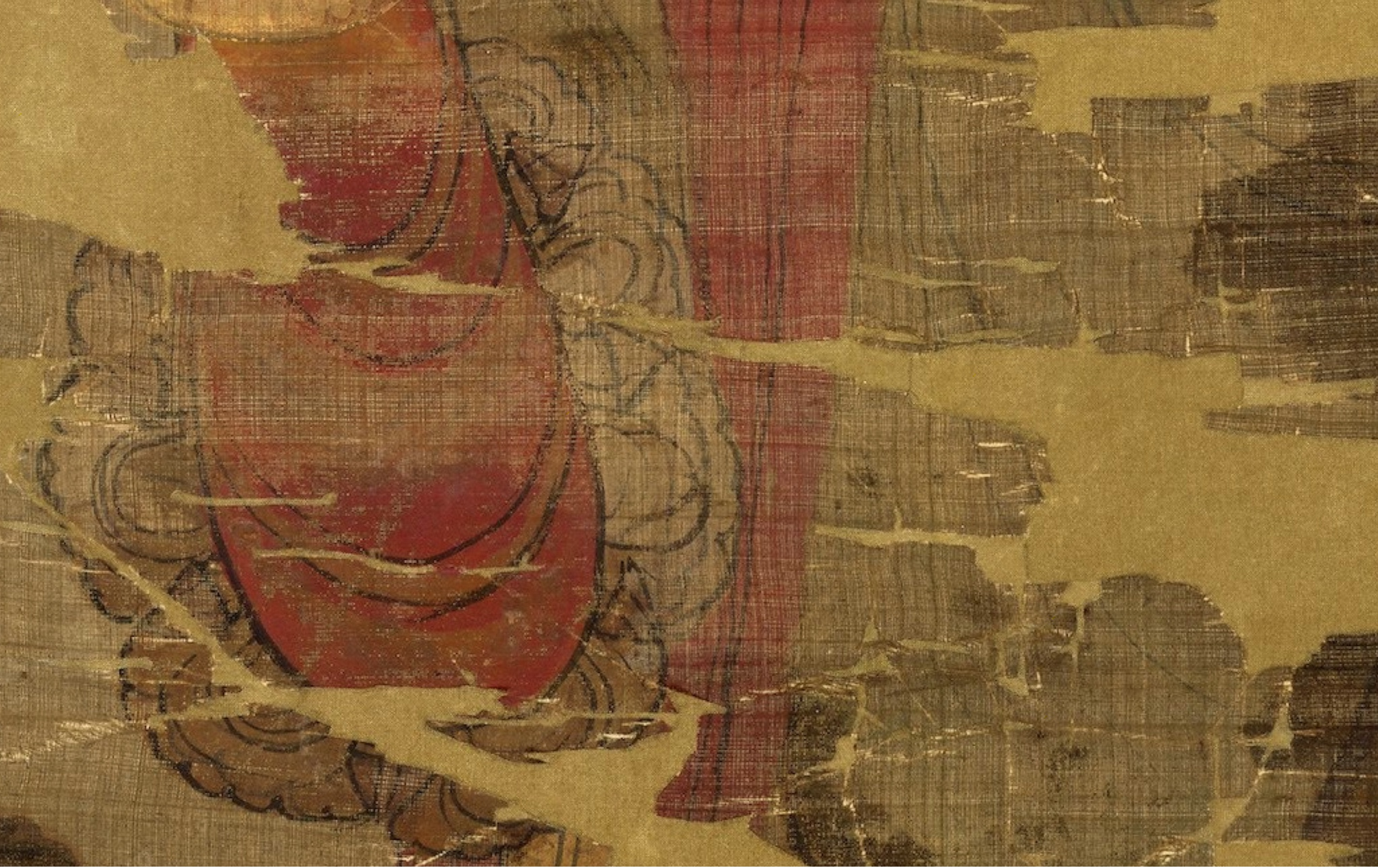
La manche à volants.
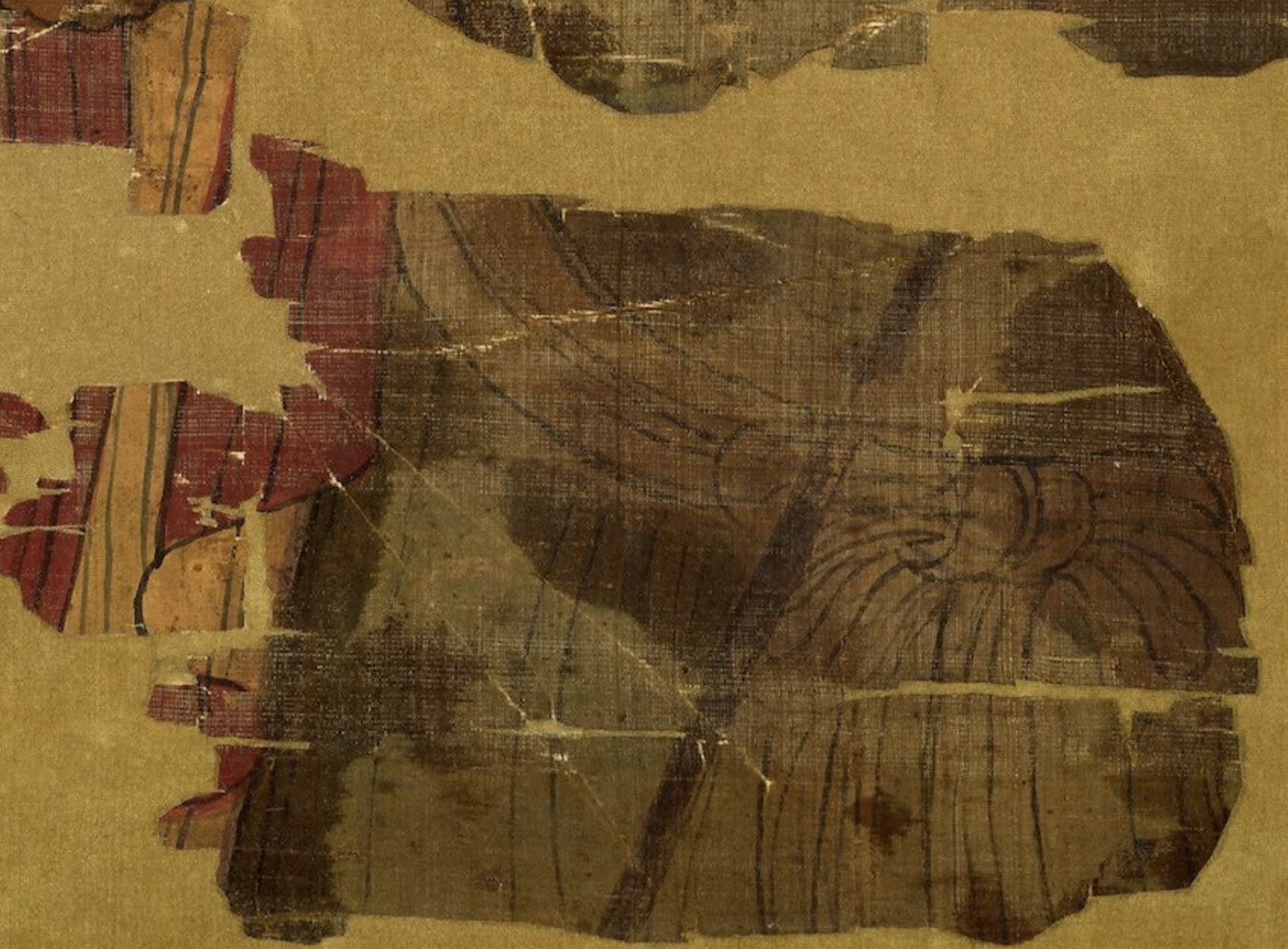
La ceinture nouée.